# Adrénodoxine réductase
L'adrénodoxine réductase (ADXR, ou FDXR) est une oxydoréductase qui catalyse la réaction :
2 adrénodoxines réduites + NADP+  {\displaystyle \rightleftharpoons }  2 adrénodoxines oxydées + NADPH + H+.
Cette enzyme est codée chez l'homme par le gène ADXR, également appelé FDXR. Il n'existe qu'une seule copie de ce gène aussi bien dans le génome humain que dans le génome bovin.
Le gène ADXR est exprimé dans tous les tissus dont les mitochondries possèdent des cytochromes P450. Cette enzyme est présente en grande quantité dans le cortex surrénal, les cellules de la granulosa de l'ovaire et les cellules de Leydig du testicule, qui sont spécialisées dans la biosynthèse d'hormones stéroïdiennes. Il est également exprimé dans le foie, les reins et le placenta.
L'adrénodoxine réductase est une flavoprotéine mitochondriale utilisant le FAD comme coenzyme. Elle intervient comme première protéine de transfert des électrons de systèmes à P450 dans les mitochondries tels que la P450scc. Le FAD reçoit deux électrons du NADPH et les transfère l'un après l'autre à l'adrénodoxine. Cette dernière fonctionne comme une navette qui transfère les électrons entre l'enzyme et les cytochromes P450 des mitochondries.